# Coprosma fowerakeri
Coprosma fowerakeri är en måreväxtart som beskrevs av D.A.Norton och De Lange. Coprosma fowerakeri ingår i släktet Coprosma och familjen måreväxter. Inga underarter finns listade i Catalogue of Life.